# SBB Ae 6/6
De Ae 6/6 is de (oorspronkelijke) benaming van een serie van 120 elektrische locomotieven van de Zwitserse federale spoorwegen (SBB) voor zware reizigers- en goederentreinen, ontworpen voor de dienst op de Gotthardpas. In de jaren 60 en 70 van de twintigste eeuw waren ze op deze route beeldbepalend; voorts werden ze ingezet op de Simplonpas. De serie werd later aangeduid als Ae 610.
Door het aanmerkelijk grotere vermogen (bijna het dubbele van het tot dan toe veelal gebruikte Ae 4/7-type) was het gebruik van een opdruklocomotief op het eigenlijke bergtraject tussen Erstfeld en Bellinzona niet meer nodig.
Vanaf het einde van de 20e eeuw werd de Ae 6/6, wegens de voor de huidige passagiersdienst te lage dienstsnelheid, in de goederendienst ingezet. In de passagiersdienst zijn ze opgevolgd door de serie Re 6/6 (ook deze serie werd enkele jaren later uitsluitend nog voor goederenvervoer ingezet).
De Ae 6/6 was de eerste serie Zwitserse locomotieven die namen (en bijbehorende wapenschilden) kreeg, hier van Zwitserse kantons en gemeenten.
Vanaf begin 2009 werd een groot aantal exemplaren van deze serie niet meer ingezet: door de economische crisis daalde het vervoer sterk. Eind 2013 was de inzet beëindigd.